# Hulun Buir
Hulun Buir (chiń. 呼伦贝尔; pinyin Hūlúnbèi’ěr; mong. Kölün buyir) – miasto o statusie prefektury miejskiej w Chinach, w regionie autonomicznym Mongolia Wewnętrzna. W 1999 roku na obszarze prefektury miejskiej zamieszkiwało 2 713 717 osób. Siedzibą prefektury miejskiej jest Hailar.
Do 10 października 2001 roku Hulun Buir było związkiem.

## Podział administracyjny
Prefektura miejska Hulun Buir podzielona jest na:
- dzielnicę: Hailar,
- 5 miast: Manzhouli, Zhalantun, Yakeshi, Genhe, Ergun,
- 4 chorągwie: chorągiew Arun, nowa lewa chorągiew Barag, nowa prawa chorągiew Barag, stara chorągiew Barag,
- 3 chorągwie autonomiczne: orocka chorągiew autonomiczna, ewenkijska chorągiew autonomiczna, dagurska chorągiew autonomiczna Morin Dawa.